# Kathedrale von Nha Trang

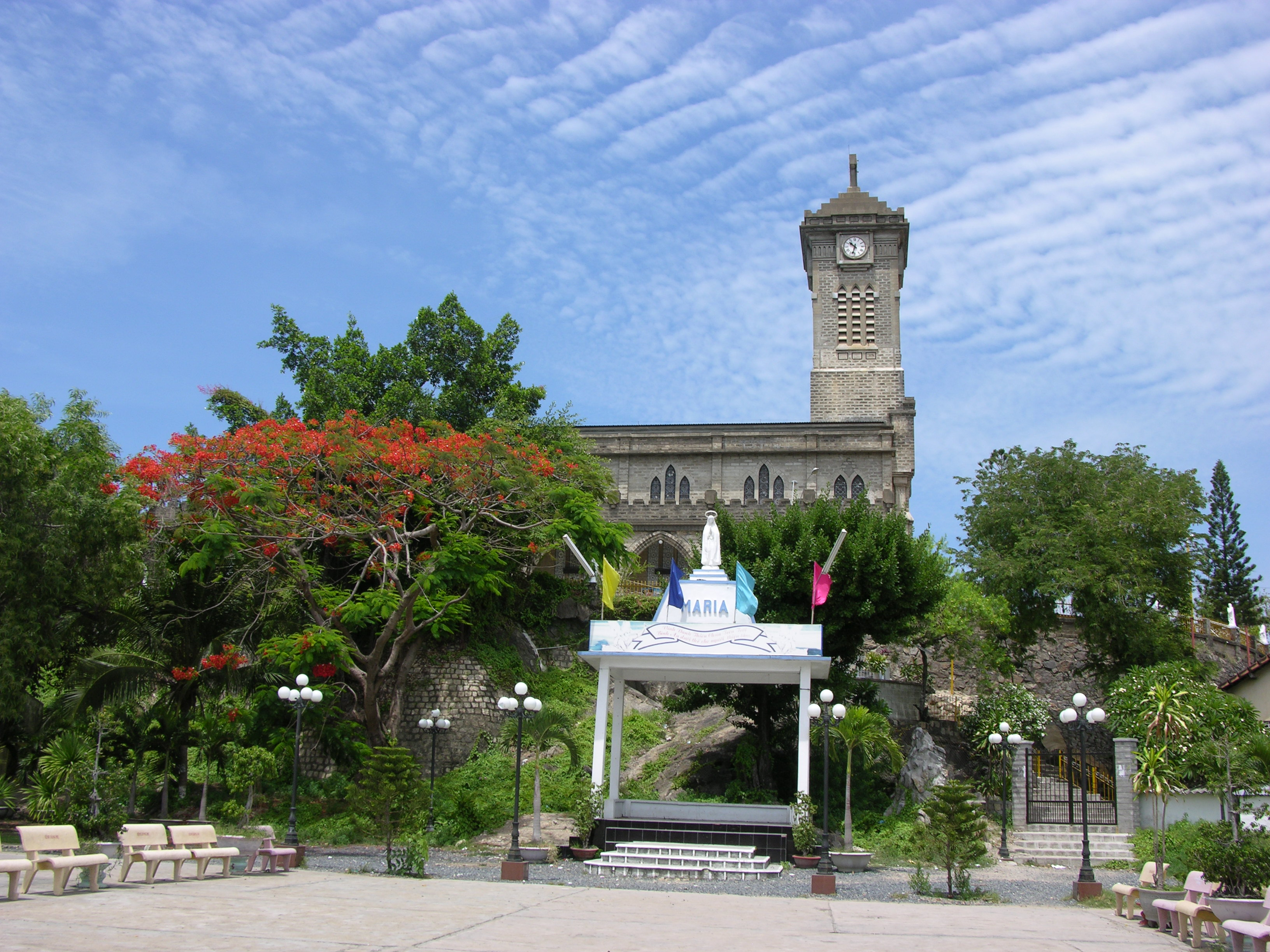
Christkönigs-Kathedrale Nha Trang

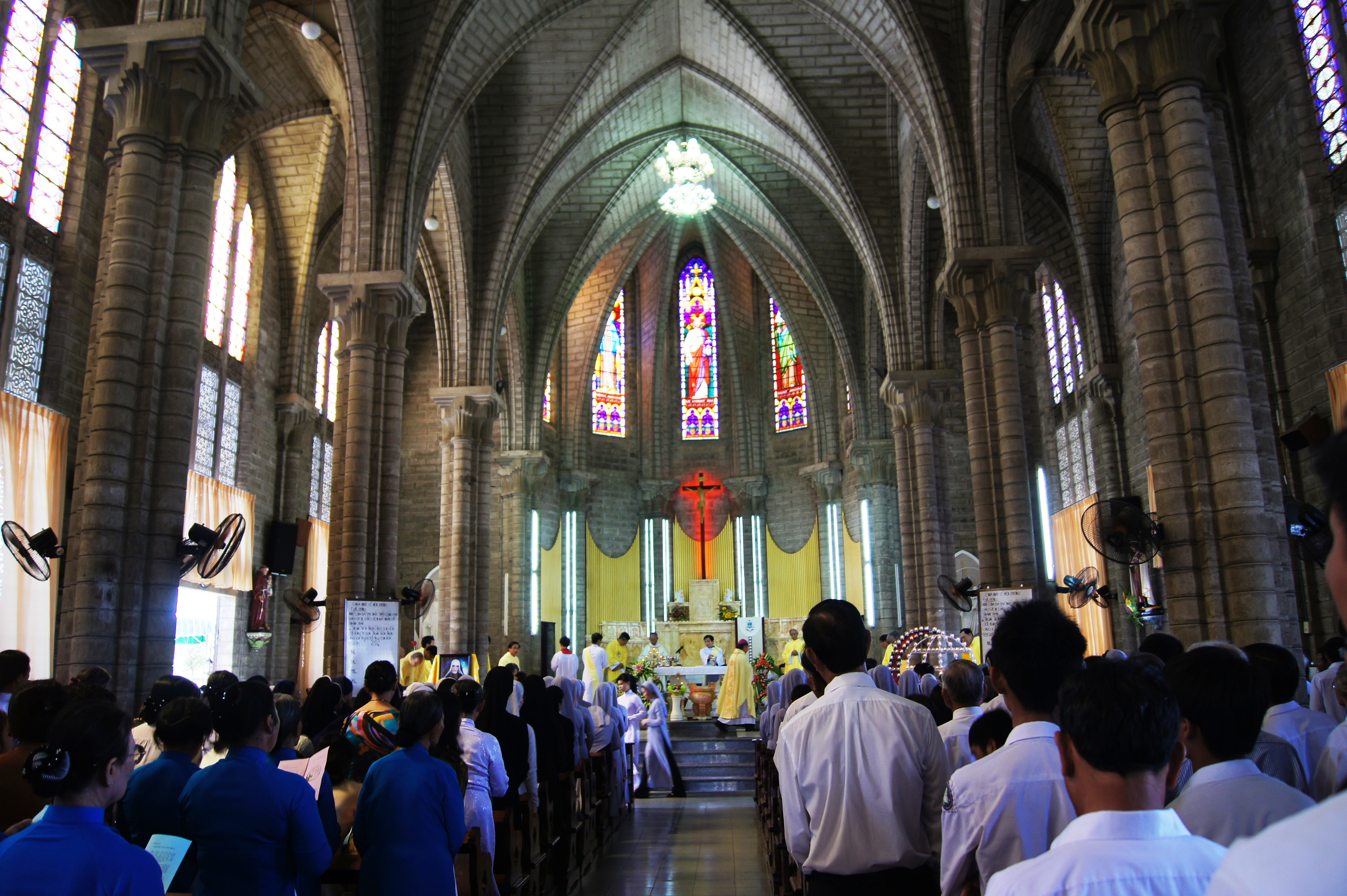
Inneres

Die römisch-katholische Christ-Königs-Kathedrale ist die Bischofskirche der seit 1960 bestehenden vietnamesischen Diözese Nha Trang im Süden Vietnams in der Stadt Nha Trang an der Küste des Südchinesischen Meeres. Die Pfarrei Nha Trang wurde 1886 von französischen Missionaren gegründet.
Der Grundstein der Pfarrkirche wurde am 3. September 1928 während der französischen Kolonialzeit von Pater Louis Vallet (1869–1945) gelegt, der dem Orden Missions étrangères de Paris angehörte und dessen Grabstätte sich am Fuß der Kathedrale befindet. Um auf dem Hügel einen ebenen Bauplatz von ca. 4.500 m² zu schaffen, bedurfte es 500 Sprengladungen. Zu Ostern 1930 wurde die Kirche geweiht. Die Gemeinde gehörte zum Apostolischen Vikariat Quinhon. Im März 1934 wurden die bleiverglasten bunten Fenster eingesetzt, die Szenen aus dem Leben Jesu Christi und der heiligen Johanna von Orleans darstellen.
Drei große Kirchenglocken der Fa. Bourdons Carillons (gegründet 1786) wurden im Juli 1934 und im Oktober 1939 geweiht. Die Kirchturmuhr stammt aus dem Jahr 1935.
Der Bau der im neugotischen Stil gestalteten Kathedrale wurde im Kern aus Stahlbeton hoher Qualität ausgeführt. Die Kirche erreicht an ihrer höchsten Stelle 38 Meter über dem Straßenniveau. Die Kathedrale ist in gutem Bauzustand.
Papst Pius XII. gründete das Apostolische Vikariat Nha Trang am 5. Juli 1957 aus Gebietsabtretungen des Apostolischen Vikariats Quinhon und des Erzbistums Saigon. 1960 wurde das Vikariat zur Diözese erhoben (lateinisch Dioecesis Nhatrangensis), die 2013 insgesamt 69 Pfarreien mit ca. 200.000 Gläubigen umfasste. Das stellt einen im sozialistischen Vietnam bemerkenswert hohen Bevölkerungsanteil von über 10 % dar. Bischof der Diözese Nha Trang ist seit dem 4. Dezember 2009 Joseph Võ Đức Minh.